# Ibn al-Malahimi
Rukn al-dīn Maḥmūd ibn Muḥammad al-Malāḥimī al-Khuwārazmī (século XI — 19 de outubro de 1141) foi um teólogo islâmico corásmio das escolas mutazilista e hanafista. Ele escreveu seis obras conhecidas pelo título, mas destas apenas uma foi completamente preservada e duas parcialmente; o resto está perdido.
Ibn al-Malāḥimī nasceu antes de 1090 no Império Corásmio. Ele provavelmente era ativo em Velha Urguenche. Em sua época, o mutazilismo era popular entre os corásmios hanafistas, enquanto havia sido reprimido na maioria dos países muçulmanos. Inicialmente ele pertencia ao ramo Bahshamiyya do mutazilismo, mas adotou a teologia de Abu ʾl-Ḥusayn al-Baṣrī após sua introdução ao Império Corásmio. Ele ajudou a transformar a escola de al-Baṣrī em uma séria rival da Bahshamiyya no Império Corásmio. Ele ensinou teologia a Al-Zamakhshari, que por sua vez o instruiu na exegese corânica.
Ibn al-Malāḥimī foi um ferrenho oponente da metafísica. Ele viu nos ensinamentos de Avicena uma diluição do caráter profético do Islã. O cristianismo, em sua opinião, era o paradigma de uma religião de revelação e profecia divina comprometida pela filosofia grega. Ele escreveu um compêndio da teologia mutazilista de al-Baṣrī, O Livro Confiável sobre os Princípios da Religião, mas apenas a primeira seção e parte de outra foram preservadas. Ele escreveu uma versão resumida de seu compêndio, O Excelente Livro sobre os Princípios da Religião,  concluído em dezembro de 1137. Esta obra sobrevive completa. Nele, ele menciona duas outras obras suas que não se sabe terem sido preservadas. Entre 1137 e 1141, ele completou um terceiro livro, O Presente aos Teólogos Sobre a Refutação dos Filósofos, um ataque abrangente à filosofia islâmica, especialmente aos ensinamentos de Avicena. A filosofia, argumenta ele, será usada para justificar crenças falsas, como os cristãos fazem com a Trindade e a Encarnação. Esta obra já circulou até no Iémen, mas agora está perdida. Sua última obra, O Resumo, é uma versão resumida de uma obra de al-Baṣrī sobre o método legal concluída em junho de 1140. Ele sobrevive em um único manuscrito incompleto.